# Elio De Giusto

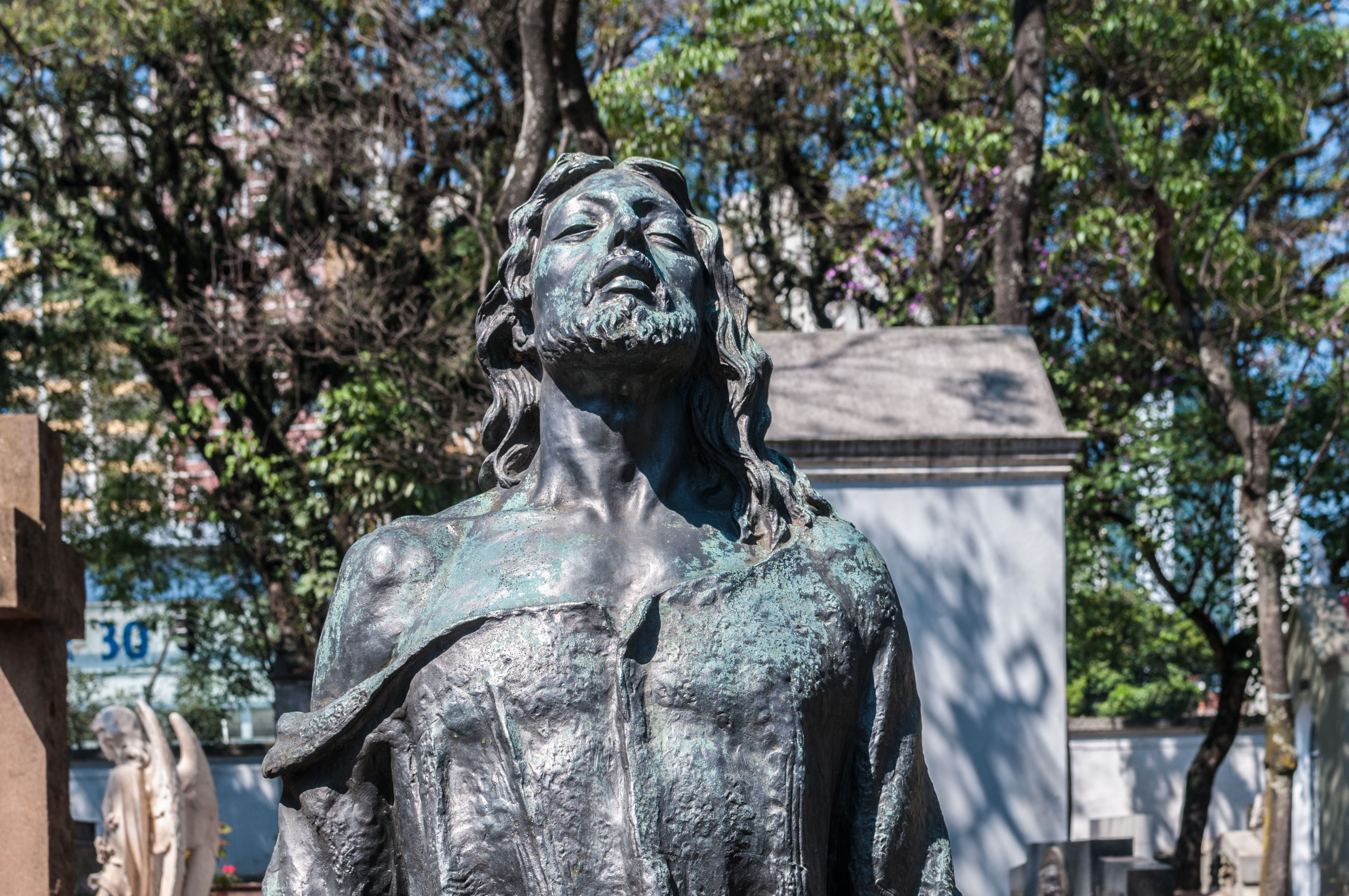
Escultura feita por Elio De Giusto, Cemitério da COnsolação

Elio De Giusto (1899-1935) foi um escultor italiano radicado no Brasil, discípulo de Ângelo Zanelli. Expôs no Salão Paulista de Belas-Artes, obtendo medalha de ouro (1934). 

## Díscipulos
- Joaquim Lopes Figueira Júnior, no ano de 1926 começa a frequentar o ateliê de Elio de Giusto [3]
- Caetano Fraccaroli, iniciou seus estudos em Verona e no Brasil teve aulas no ateliê de Elio de Giusto [4]
- Yolando Mallozzi, foi aluno de Amadeu Zanni e Elio de Giusto  [4]

## Obras
Dentre suas obras realizadas, constam:
- Busto Dr. Júlio Prestes, 1929 (escultura em bronze; 70 x 28 x 28,5 cm)
- Cristo (Cemitério da Consolação)
- Grupos escultóricos da fachada do Palácio da Justiça, São Paulo[2]
- Oito baixos-relevos das paredes do Panteon dos Andradas[2]
- Suportes de bronze do conjunto de ânforas de cristal do Museu Paulista.[5]